# Joël Chapron
Pour les articles homonymes, voir Chapron.
Joël Chapron (né à Paris en 1960) est spécialiste des cinématographies d'Europe centrale et orientale, et, plus particulièrement, de celles de l'ex-Union soviétique. Il fut de 1995 à 2022 responsable de cette zone au sein d'Unifrance Films pour la promotion du cinéma français. Interprète et traducteur de russe, il a sous-titré plus d'une centaine de films, écrit de nombreux articles, donné des conférences en France et à l'étranger, réalisé des bonus DVD et écrit des ouvrages publiés en France et en Russie. Correspondant étranger du  Festival de Cannes depuis plus de 30 ans pour les pays de l’ex-URSS, il y a été à 7 reprises l'interprète attitré des membres du jury russes.
Il est aujourd'hui chercheur associé au Laboratoire Culture et Communication d'Avignon Université.

## Biographie
Joël Chapron fait tout d'abord des études de russe à la Sorbonne, avant d'entrer à l'École supérieure d'interprètes et de traducteurs (ESIT) de Paris et de devenir interprète de conférence. Il entre simultanément aux Dictionnaires Le Robert (1986-1992) et travaille auprès d’Alain Rey. Il collabore notamment à l’édition refondue du Micro-Robert (ainsi que du Micro-Robert Poche et du Micro-Robert Plus), dont il dirige la correction après en avoir rédigé une partie, et participe à la rédaction de la 3e édition du Petit Robert ainsi qu’à la révision de l’étymologie des emprunts à la langue russe en français.
Il mène parallèlement une carrière de sous-titreur (plus de 100 films en langue russe) et de traducteur de scénarios. Il travaille, dans le cadre de différentes missions effectuées en Europe centrale et en ex-URSS, pour la Société des auteurs et compositeurs dramatiques  (SACD), le Centre national du cinéma et de l'image animée, Europa Cinemas et l'Observatoire européen de l'audiovisuel.
En 1987, le bureau Sovexportfilm l'envoie pour la première fois au Marché du film du Festival de Cannes. Il fait alors la connaissance de Gilles Jacob qui le prend comme interprète de russe du comité de sélection, puis des membres de jury russes de 1990 à 1995 (Alexeï Guerman, Natalia Negoda, Nana Djordjadze, Inna Tchourikova, Alexandre Kaïdanovski, Maria Zvereva), puis, en 2018 après 23 années sans membres du jury russes, à Cannes, d'Andreï Zviaguintsev  et y présente les films de la Cinéfondation depuis sa fondation.
Il fut, de 1993 à 1999, membre de la Commission du Fonds d’aide aux coproductions avec les pays d’Europe centrale et orientale du CNC (dit "Fonds ECO"), puis membre suppléant de la Commission du Fonds d’aide aux coproductions (dit «Fonds Sud») du CNC, avant d'être nommé expert par le ministre de la Culture auprès de la Commission du Fonds ECO ; puis, de 2000 à 2002, membre de la Commission de la fondation suisse Montecinemaverità (qui exista de 1992 à 2004), visant à aider les films en provenance des pays cinématographiquement en difficulté.

Il travaille également sur plusieurs coproductions franco-russes (dont Une vie indépendante de Vitali Kanevski et Est-Ouest de Régis Wargnier).

En 1995, Daniel Toscan du Plantier le nomme responsable des pays d’Europe centrale et orientale à Unifrance, l’organisme de promotion du cinéma français à l’étranger.
Il collabore depuis près de trente ans au Festival de Cannes pour lequel il établit des recommandations de films de l’ex-URSS et des pays de l'Europe de l'Est et a fait de même, de 2006 à 2012, pour le Locarno Festival (il apporte son concours à l’organisation de la section Open Doors dédiée à l'Asie centrale en 2010 et aux pays du Caucase en 2013).
Il fut membre du groupe de réflexion sur le cinéma, « l’Exception », parrainé par Le Monde et l'Institut d'études politiques de Paris (2000-2004), dont les travaux ont été publiés dans trois livres parus chez Gallimard, Le Banquet imaginaire  (ISBN 978-2-0707-6835-6) (2002), Voir ensemble  (ISBN 978-2-0707-3445-0) (2003) et Le Cinéma sans la télévision  (ISBN 978-2-0707-7138-7) (2004).
Il est membre de l'Académie des César depuis 2007.
Après avoir été pendant plusieurs années chercheur associé au Laboratoire Culture et Communication d'Avignon Université, il y a été nommé, par décret au Journal officiel, professeur associé de 2009 à 2016. Il fut également professeur à l'ESRA en 2017-2018 et fut, en 2019-2020, chargé de cours à l'École de cinéma de Moscou.
Il est de nouveau chercheur associé au Laboratoire Culture et Communication d'Avignon Université depuis janvier 2022.
Il fait de très nombreuses présentations de films d'ex-URSS et d'Europe centrale - Paris, Antony, Arcachon, Avignon, Châtellerault, Montélimar, Épinal, Montauban, Fos-sur-Mer, Penmarc'h, Bruxelles (Bozar), Créteil, Mayenne, Moëlan-sur-Mer, Die, Libourne, Montargis, Toulouse, Pau, Meudon... - et lors du festival de Cannes, du festival Lumière à Lyon (où il est « ambassadeur » en 2023 et 2024), du festival de cinéma russe à Honfleur, de la rétrospective du cinéma muet hongrois (Fondation Jérôme Pathé-Seydoux, Paris)...
Il coordonne, en 2016, l'hommage que rend le Festival de Marrakech au cinéma russe.

## Distinctions

### Décorations
- Chevalier de l'ordre des Arts et des Lettres (septembre 2012)[12]
- Officier de l'ordre des Arts et des Lettres (octobre 2021)[13]

### Récompenses
- Prix du meilleur sous-titrage de l’année 2013 pour un film non anglophone (The Major[14] de Iouri Bykov) par l'Association des traducteurs/adaptateurs de l'audiovisuel
- Festival du cinéma russe à Honfleur 2021 : Trophée d'honneur[15]

## Traductions et sous-titrages
Parmi les centaines de traductions du russe, on peut citer :
- les scénarios d’Une vie indépendante de Vitali Kanevski, de Khroustaliov, ma voiture ! d’Alexeï Guerman, de Soleil trompeur de Nikita Mikhalkov, de Faute d'amour d’Andreï Zviaguintsev, La Femme de Tchaïkovski de Kirill Serebrennikov…
- l’adaptation des sous-titres de La Noce, Un nouveau Russe, L'Île (film, 2006) et Tsar de Pavel Lounguine, d’Anna et Soleil trompeur de Nikita Mikhalkov, de Mère et fils, L'Arche russe et Alexandra d’Alexandre Sokourov, de tous les films d’Andreï Zviaguintsev, de tous les films en langue russe de Kirill Serebrennikov et tous les films de fiction de Sergei Loznitsa...
- le livre Elena. Histoire du film d’Andreï Zviaguintsev, publié par les éditions Cygnnet (2014)[16]

## Publications
Joël Chapron est l’auteur de nombreux articles, pour la presse française (plus de 30 articles pour Le Monde, Le Film français, Cahiers du cinéma, Positif…) et étrangère, sur les cinématographies des pays de l’Est, dont :
- Une (petite) histoire du cinéma kirghize (Culture et Musées no 12, Actes Sud, janvier 2009 (ISBN 978-2-7427-8122-5), également éditée en anglais dans Studies in Russian & Soviet Cinema, Volume 4, Number 2) ainsi que dans Cinema in Central Asia, Rewriting Cultural Histories, edited by Michael Rouland, Gulnara Abikeyeva and Birgit Beumers I.B. Tauris, 2013
- l’article pour le site du Festival de Cannes (en huit langues) sur l’histoire des relations tumultueuses entre celui-ci et la Russie[18]  (2011), Cannes et la Russie : je t'aime, moi non plus
- les articles relatifs aux cinémas russe et hongrois de la nouvelle édition du Dictionnaire mondial du cinéma (parue en 2011 chez Larousse)[19]
- l’article consacré à Vingt-cinq ans d’industrie cinématographique postsoviétique (CinémAction no 148, « Le cinéma russe, de la perestroïka à nos jours », septembre 2013)
- l’article intitulé L’Exploitation cinématographique en Russie d’avant-hier à aujourd’hui dans Cinéma russe contemporain, (r)évolutions, sous la direction d’Eugénie Zvonkine[20] (2017)
- l’article intitulé Французский связной: история проката французского кино в России (Искусство Кино, 3/4, 2021)[21]
- l'article/interview Exportation et promotion internationale du cinéma russe... ou promotion de films russes (1908-2020) (Slavica Occitania n°55, "les arts russes et soviétiques en France au XXe siècle : exporter l'image de soi", 2022[22]

### Publications en français
- L’Exploitation cinématographique en France, avec Priscilla Gessati, éd. Dixit/Le Film français, 168 pages,  (ISBN 978-28-44811-75-2) (mai 2017)
- Moscou et Saint-Pétersbourg mis en scènes, avec Christel Vergeade, éd. Espaces&Signes, 116 pages,  (ISBN 979-10-94176-26-9) (octobre 2017)
- 25 ans de cinéma français à l'étranger sous la direction de Gilles Renouard (J. Chapron est l'auteur des chapitres "Russie" et "Pologne"), éd. Hémisphères, 416 pages,  (ISBN 978-2-37701-082-0) (décembre 2020)

### Ouvrages traduits en russe
- Принципы и механизмы финансирования французского кино(Principes et mécanismes du financement du cinéma français), с Присиллой Жессати, 96 стр., изд. КоЛибри/Азбука-Аттикус,  (ISBN 978-5-389-02094-8) (2011)
- Принципы и механизмы финансирования французского кино (Издание второе), с Присиллой Жессати, 128 стр., изд. КоЛибри/Азбука-Аттикус,  (ISBN 978-5-389-06993-0) (2013)
- Французский кинотеатр - Аншлаг длиною в век, с Присиллой Жессати, 224 стр., изд. КоЛибри/Азбука-Аттикус,  (ISBN 978-5-389-11297-1) (2016)

## Bonus DVD
- La Maison à la tourelle d'Eva Neïman (A3 Distribution, 2013)[23]
- 3 films de Grigori Tchoukhraï (Potemkine Films, 2016)[24]
- 5 films d’Elem Klimov & Larissa Chepitko (Potemkine Films, 2017)[25]
- Michel-Ange d'Andreï Kontchalovski (UFO Distribution, 2021)[26]
- Chers camarades d’Andreï Kontchalovski (Potemkine Films, 2021)[27]
- La Fièvre de Petrov de Kirill Serebrennikov (Condor Distribution, 2022)[28]
- Un accident de chasse d’Emil Loteanu (Rimini Éditions, 2023)[29]
- Ils ont combattu pour la patrie de Sergueï Bondartchouk (Rimini Éditions, 2023)[30]
- Le Destin d’un homme de Sergueï Bondartchouk (Rimini Éditions, 2023)[31]
- Le Quarante et unième de Grigori Tchoukhraï (Potemkine Films, 2023)[32]
- La Ballade du soldat de Grigori Tchoukhraï (Potemkine Films, 2023)[33]
- Le Capitaine Volkonogov s’est échappé de Natalia Merkoulova et Alexeï Tchoupov (Kinovista, 2023)
- La Femme de Tchaïkovski de Kirill Serebrennikov (Condor Distribution, 2023)[34]
- Guerre et paix de Sergueï Bondartchouk (Potemkine Films, 2023)[35]
- Les Tsiganes montent au ciel d'Emil Loteanu (Potemkine Films, 2024)[36]

## Présentations de films et interprétations sur Internet
- Quand passent les cigognes de Mikhaïl Kalatozov (Institut Lumière, 3/05/2012)[37]
- La Maison à la tourelle d’Eva Neïman (A3 Distribution, 2013)[38]
- Svetlana Alexievitch, Prix Nobel de littérature (Cosmopolitaine, France Inter, 3/1/2016)[39]
- Le Disciple de Kirill Serebrennikov (MK2 Quai de Seine, 3/11/2016)[40]
- Master class de Sergueï Loznitsa « La fabrique des sons » (Cinémathèque du documentaire, 10/6/2018)[41]
- Donbass de Sergueï Loznitsa (Le Balzac, 26/9/2018)[41]
- Une grande fille de Kantemir Balagov (Reflet-Médicis, 1/6/2019)[42]
- Michel-Ange d’Andreï Kontchalovski (Le Balzac, 15/09/2020)[43]
- Le Village du péché d’Olga Preobrajenskaïa (Cine+, septembre 2020)[44]
- Une affaire de cœur de Dušan Makavejev (Festival Lumière, Lyon, 2021)[45]
- Interview de Sergueï Loznitsa (France Culture, 2022)[46]
- Interview de Sergueï Loznitsa « Les Soviétiques ont enterré Babi Yar » (AkademTV, 2022)[47]
- Interview de Kirill Serebrennikov (France Inter, 2023)[48]
- Conversation avec Andreï Zviaguintsev (Festival de Marrakech, 2023)[49]
- Présentation mensuelle des films de la rétrospective de la cinéaste hongroise Márta Mészáros (Reflet Medicis, Paris, 2023-2024)[50]
- Présentation mensuelle des films de la rétrospective du cinéaste hongrois Zoltán Fábri (Reflet Medicis, Paris, 2024-2025)[51]
- Et, sur le site Kinoglaz, la liste exhaustive des articles, interviews et traductions d’interviews consacrés au cinéma soviétique et post-soviétique[52]

## Conférences
- « 20 ans de cinéma post-soviétique »[53] (9es Rencontres du cinéma européen, Vannes, avril 2010)
- « Promouvoir à l'étranger une cinématographie nationale » (Forum économique de Saint-Pétersbourg, juin 2010)[54]
- « Retour sur le cinéma soviétique » (Institut Lumière, Lyon, mai 2012)[55]
- « Russie/France : la circulation des productions nationales »[56](Université de Lausanne, décembre 2012).
- « Les cinémas russe en France et français en Russie »[57](Sorbonne, Association des historiens, « La France et la Russie dans l’Europe des XIXe et XXe siècles », juin 2012 ; Moscou, mars 2013)
- « Une histoire du cinéma soviétique et du cinéma russe en France : 1896-2012 »[58] (Sotchi, festival Kinotavr, juin 2013)
- « Vingt-cinq ans d'exploitation cinématographique post-soviétique »[59] (colloque "Le cinéma russe depuis 1991", ENS Louis-Lumière, Paris, décembre 2014)
- « Une histoire du cinéma russe en France » (Institut Lumière, Lyon, février 2015)
- « L’Exploitation cinématographique en Russie »[60] (Princeton University, décembre 2015)
- « L'Histoire dans le cinéma russe » (Ajaccio, juin 2016)[61]
- « Le cinéma roumain » (Pessac, décembre 2016)[62]
- « 30 ans de cinéma roumain dans les salles commerciales françaises »[63] (colloque "Romanian Cinema in the Cultural Framework", Université libre de Bruxelles, décembre 2019)
- « L' "écranisation", ou comment passer de la littérature russe au cinéma »[64] (Festival Univerciné russe, Nantes, février 2020).
- « Putting Central Asia on the cinematic map » (co-organisateur de ce colloque dans le cadre du festival Go East de Wiesbaden, avril 2021)[65]
- « Exportation et promotion internationale du cinéma russe… ou de films russes ? » (colloque "Les Arts russes aux XXe et XXIe siècles : exporter l’image de soi", université de Franche-Comté, juin 2021)[66]
- « Une brève histoire du cinéma polonais » (21es Rencontres du cinéma européen, Vannes, mars 2023)[67]
- « La diffusion et la réception des films d’Andreï Zviaguintsev en France » (colloque « Le cinéma d’Andreï Zviaguintsev : Traversées d’un monde en crise », université Paris 8 Vincennes Saint-Denis, mai 2023)[68]
- « Le cinéma hongrois au Festival de Cannes 1946-2023 » (Budapest Classics Lab, septembre 2023)[69]
- « Le cinéma arménien soviétique et post-soviétique au festival de Cannes et sur les écrans français » (colloque pour le centenaire du cinéma arménien, Erevan, novembre 2023)[70]

## Animation de master classes et de rencontres
- 2018 : Rencontre avec István Szabó (17es Rencontres Patrimoine/Répertoire de l’AFCAE)[71]
- 2023 : Master class des frères Dardenne (Festival international du film d’Erevan)[72]
- 2024 : Conversation avec Kirill Serebrennikov (Festival international du film de Marrakech)[73]

## Filmographie comme acteur
- 1987 : L'Héritier mystérieux (Загадочный наследник) de Tamara Lissitsian
- 1997 : Fred de Pierre Jolivet
- 1999 : Est-Ouest de Régis Wargnier
- 2021 : Les Grands Serpents d’Oulli-Kalé (Большие змеи Улли-Кале) d’Alekseï Fedortchenko
- 2021 : Bondartchouk, la bataille (Бондарчук. Battle), film documentaire d’Ilya Belov
- 2024 : I Will Revenge This World With Love, film documentaire de Zara Jian sur Sergueï Paradjanov